# Шейный спинномозговой нерв 1
Шейный спинномозговой нерв 1 (С1) — первый спинномозговой нерв шейного отдела. Входит шейное сплетение. Включает в себя преимущественно двигательные волокна, а также небольшую менингеальную (возвратную) ветвь, которая обеспечивает чувствительность участка твердой мозговой оболочки вокруг большого затылочного отверстия.

Выходит из позвоночного канала между затылочной костью и первым позвонком (атлантом), следуя вдоль борозды позвоночной артерии. Задний (дорсальный) корешок и ганглий первого шейного нерва могут быть рудиментарными или полностью отсутствовать, в связи с этим у первого спинномозгового нерва отсутствует и дерматом.
Мышцы, иннервируемые этим нервом:
Подбородочно-подъязычная мышца — через подъязычный нерв.
Передняя прямая мышца головы
Длинная мышца головы (частично)
Латеральная прямая мышца головы
Ременная мышца шеи (частично)
Большая задняя прямая мышца головы
мышца, поднимающая лопатку (частично)
Щитоподъязычная мышца — через подъязычный нерв.
Лопаточно-подъязычная мышца.
Грудино-подъязычная мышца.